# Blondelia incompleta
Blondelia incompleta är en tvåvingeart som först beskrevs av Charles Howard Curran 1928.  Blondelia incompleta ingår i släktet Blondelia och familjen parasitflugor.
Artens utbredningsområde är Jamaica. Inga underarter finns listade i Catalogue of Life.